# Cotobade
Cotobade era un municipi de la província de Pontevedra, a Galícia. Pertanyia a la Comarca de Pontevedra. Limitava amb els municipis de Campo Lameiro, Cerdedo, Forcarei, A Lama, Ponte Caldelas i Pontevedra.
L'any 2016 es va fusionar amb el municipi veí de Cerdedo, formant el nou municipi de Cerdedo-Cotobade.
| 7.978 | 7.969 | 7.671 | 6.031 | 4.644 | 4.658 |
| Fonts: INE i IGE (Els criteris de registre censal variaren i les dades de l'INE i de l'IGE poden no coincidir.) |       |       |       |       |       |

## Parròquies
Aguasantas (Santa María), Almofrei (San Lourenzo), Borela (San Martiño), Carballedo (San Miguel), Caroi (Santiago), Corredoira (San Gregorio), Loureiro (Santiago), Rebordelo (San Martiño), Sacos (Santa María), San Xurxo de Sacos (San Xurxo), Tenorio (San Pedro), Valongo (Santo André) i Viascón (Santiago).

## Història
El poblament d'aquestes terres de Cotobade va començar en època bastant antiga, com testifiquen l'abundància de restes arqueològiques repartits per tota la seva geografia. Així mateix, queden restes de l'època romana en la calçada de O pé da Múa. Entre els antics monuments històrics, es pot trobar en el munti Castelo -que s'estén pels límits de Borela, Carballedo, Tenorio i Viascón- la torre que en altre temps s'anomenava "Couto do Abade", de la quin tot just queden vestigis, i les restes del castell de Tenorio, que a la fi del segle xv pertanyia al senyor de Soutomaior i comte de Camiña: Pedro Madruga, i que va ser derrocat pels "irmandiños". Aquest castell va resistir el setge de Pedro Álvarez de Soutomaior, quan va tornar de la seva estadia a Portugal, defensat tenaçment per Gómez Pazos de Probén, al com, segons la llegenda, finalment va trair un esclau musulmà revelant els punts febles de la defensa, pel que Manuel de Brito al comandament de cent "besteiros" va aconseguir entrar en el castell donant mort als seus defensors.
En el segle X es va fundar el convent de benedictins de Tenorio. La bona posició estratègica d'aquest va provocar que caigués en mans del Comte de Camiña, qui va destituir al seu abat, Pedro de Tenorio, substituint-lo per un monjo de Lérez.
Des dels anys 20 del passat segle l'ajuntament de Cotobade va viure una profunda regressió demogràfica producte de l'emigració (en la seva major part al Brasil, Mèxic i Argentina) que no va ser corregida fins a l'any 2005. En aquesta data, per primera vegada en gairebé un segle, el creixement vegetatiu de la població va ser positiu (això és, per primera vegada va haver un creixement del nombre d'habitants). En la recent història democràtica, Cotobade ha tingut tan sols dos alcaldes, Jose Ramón Abal Varela (Partit Popular), que ja era regidor sota el règim franquista i, des de l'any 2003 Manoel Loureiro (PSdeG-PSOE), que governa en l'actualitat en coalició amb el BNG.
L'any 2016 es va fusionar amb el municipi veí de Cerdedo, formant el nou municipi de Cerdedo-Cotobade.

## Galeria d'imatges

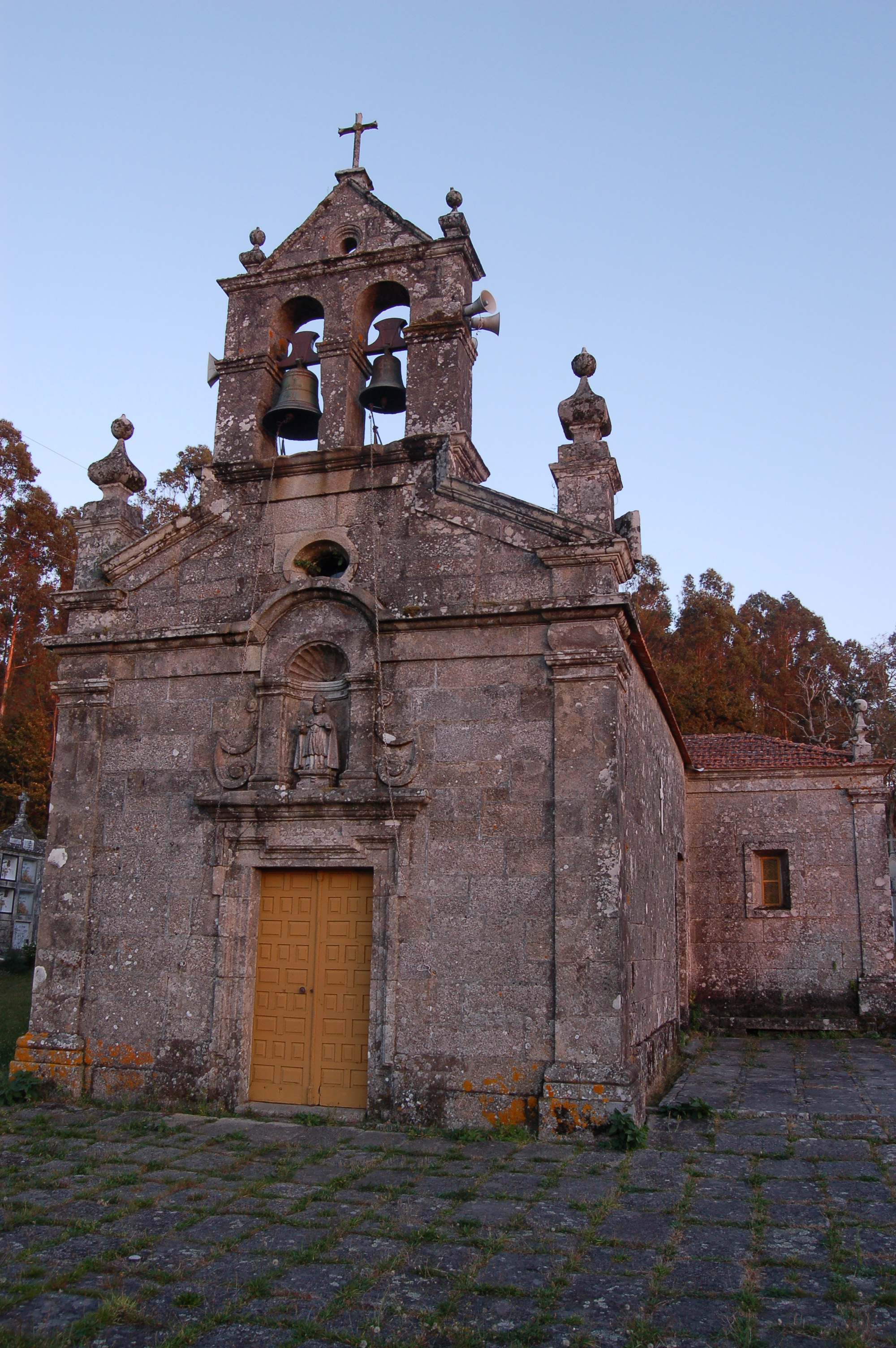
Església Parroquial de San Martiño de Borela.
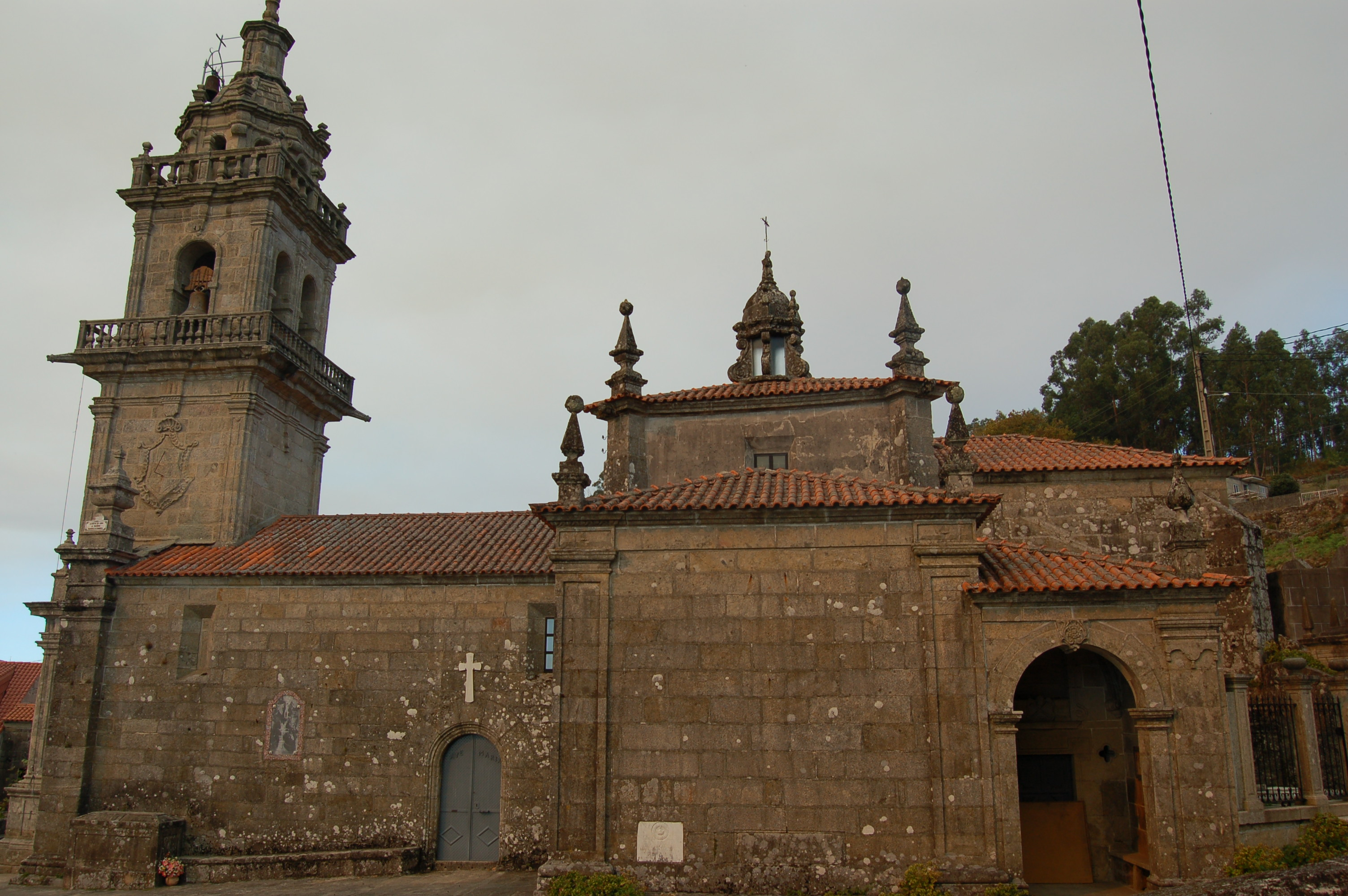
Església parroquial de Santa María de Aguasantas.
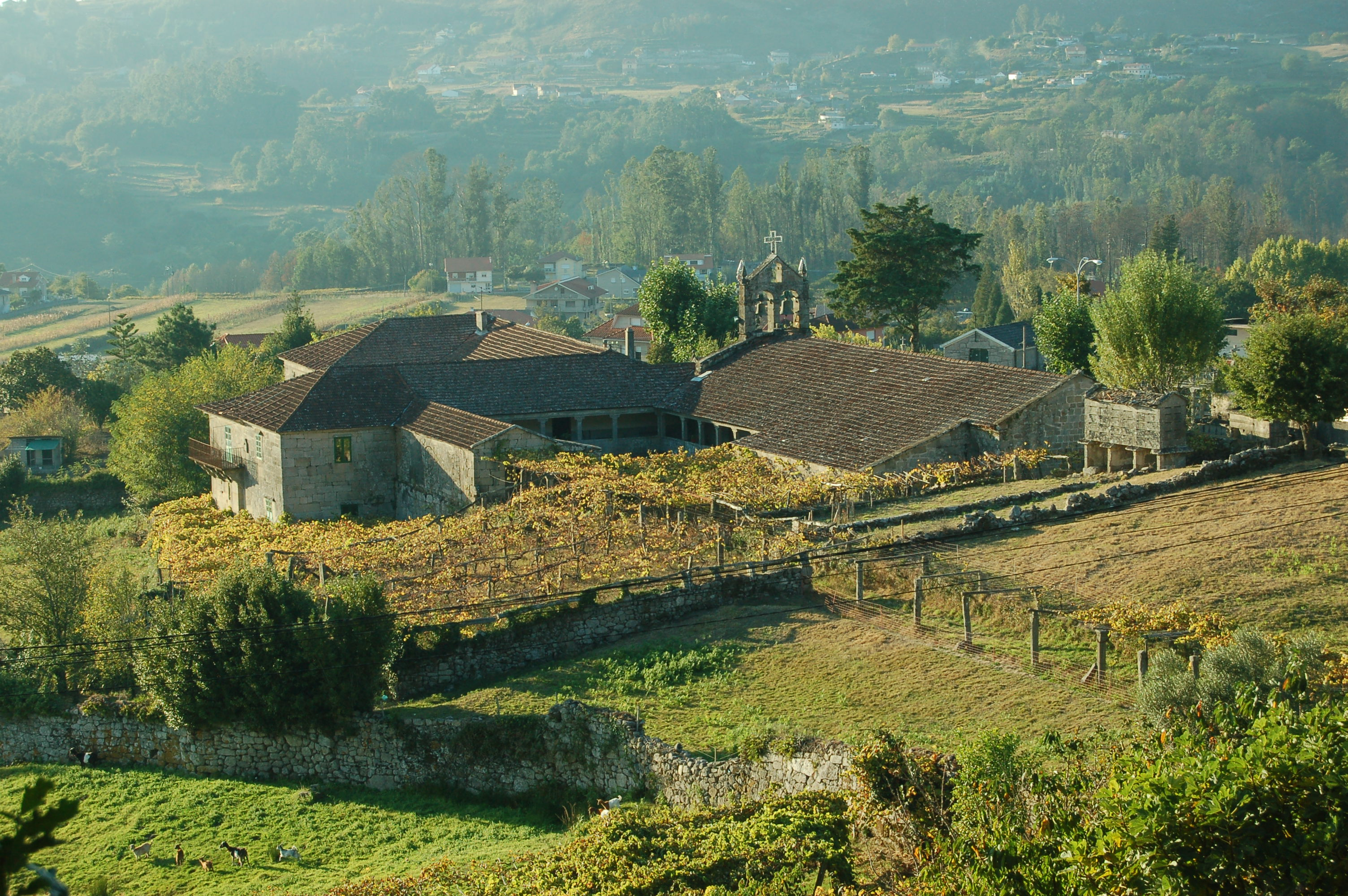
Momestir de San Pedro de Tenorio
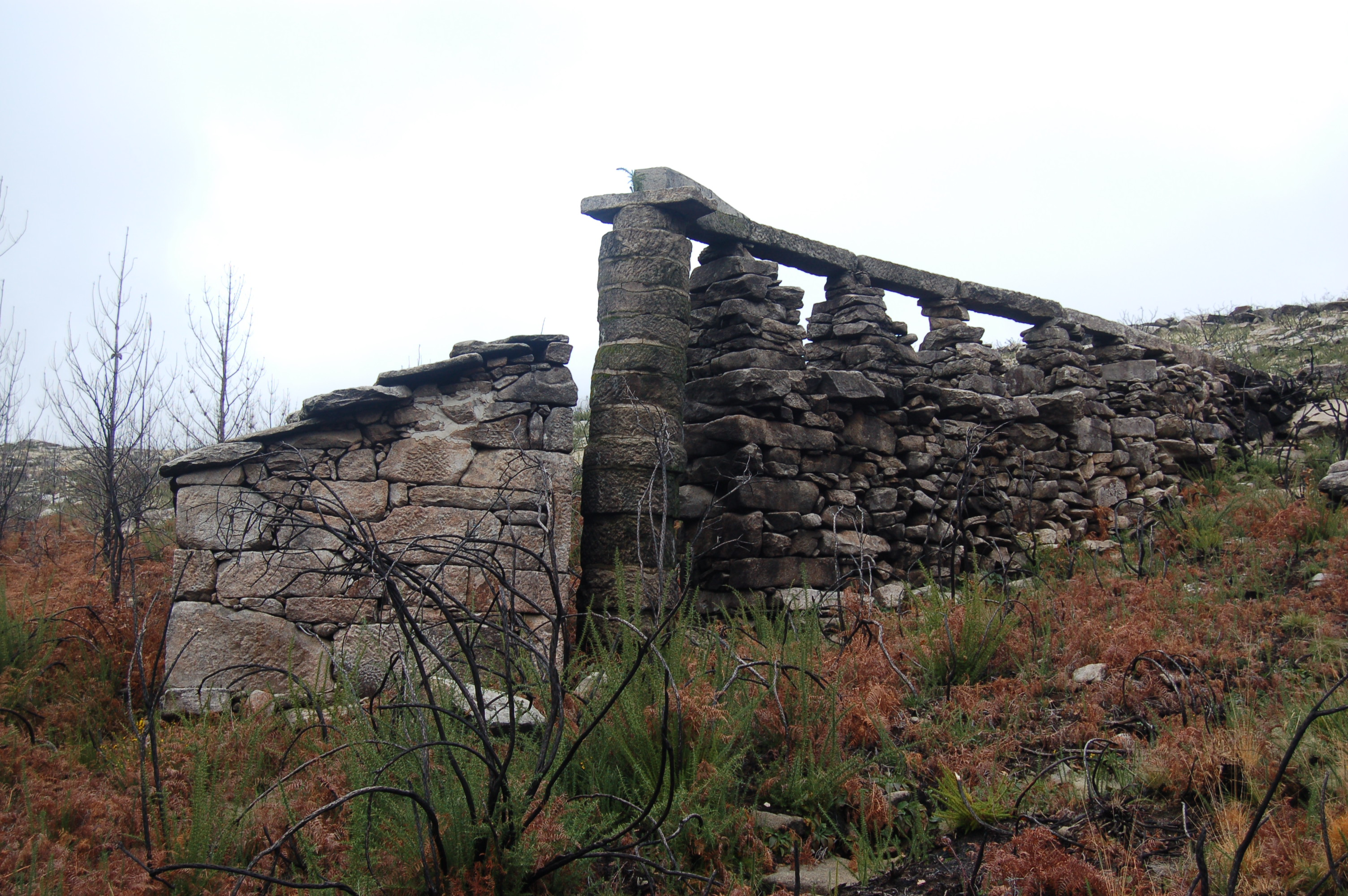
Molí de Chan das Latas.
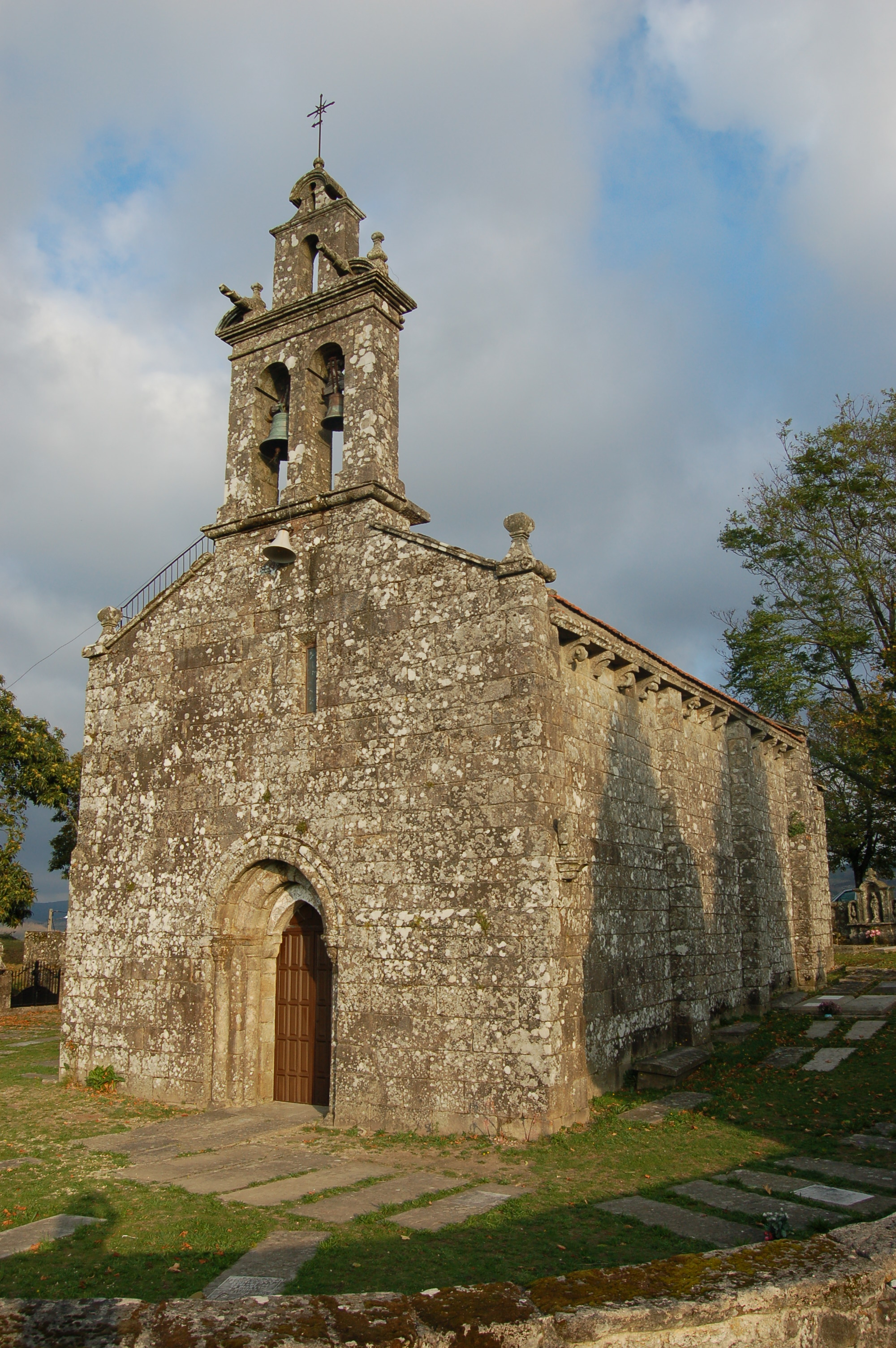
Església de Santa María de Sacos